# 美國大學籃球

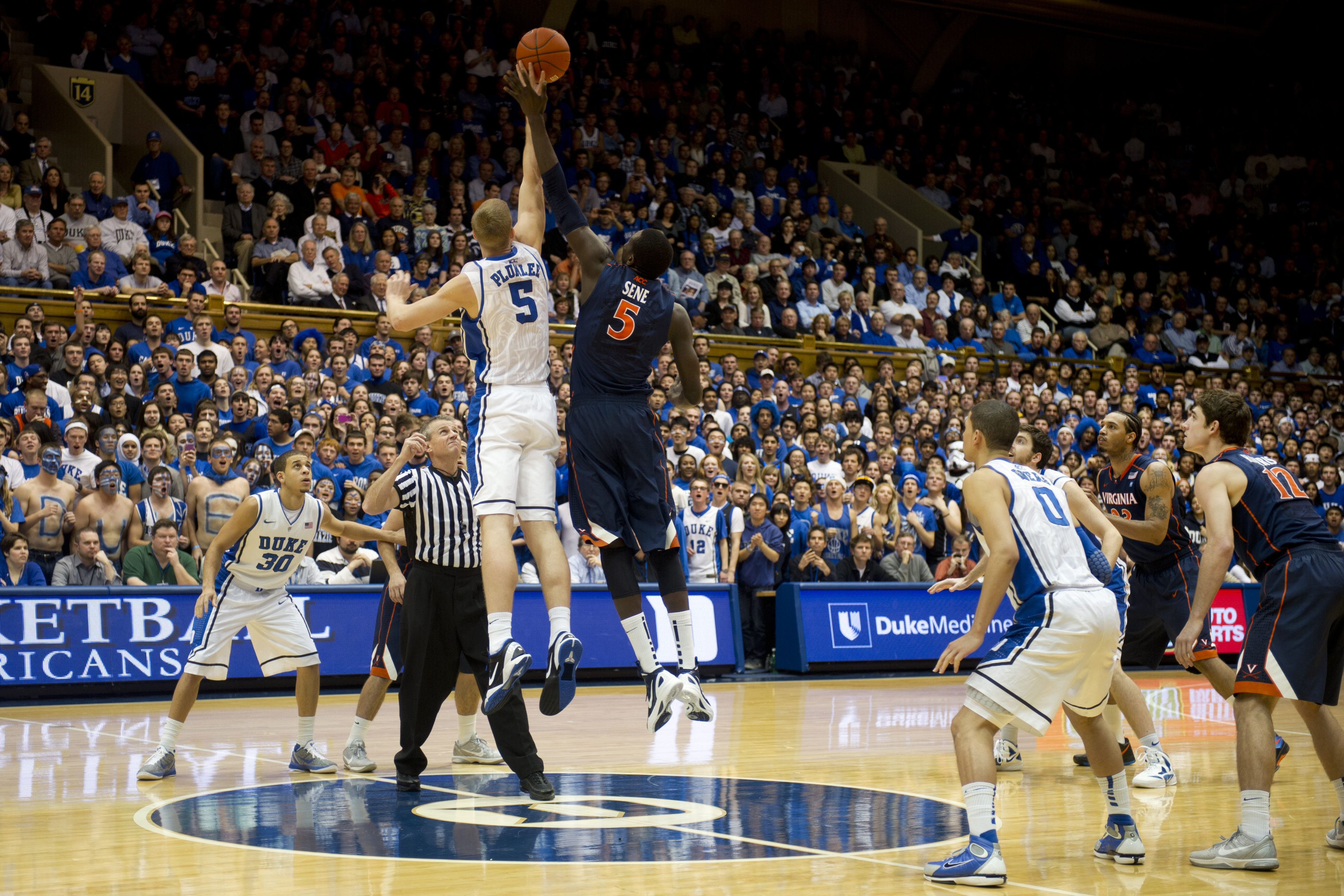
美國大學籃球

美國大學籃球是由美國大学和学院的业余学生运动员參與的篮球运动以及籃球比賽。美國大學的籃球球队无需加入联盟，他們可以独立参赛。1893年，一些美國的大学校园里開始出現篮球運動。